# Нидецкий, Томаш Наполеон
Томаш Наполеон (Фома) Нидецкий (пол. Tomasz Napoleon Nidecki; 2 января 1807, Варшава — 5 июня 1852, Варшава) — польский пианист, скрипач, композитор, дирижёр, музыкальный педагог и театральный деятель.

## Биография
Томаш Наполеон Нидецкий родился 2 января 1807 года в Варшаве. Начальное музыкальное образование получил под началом Алоизия Столпе (фортепьяно), Юзефа Белявского (скрипка) и Вацлава Вилема Вюрфеля (орган).
В 1824—1827 годах учился в Варшавском музыкальном институте, где его наставником в композиции был Юзеф Эльснер.
После окончания Института Нидецкий некоторое время работал скрипачом в оркестре Большого театра Варшавы, а затем был отправлен за казённый счет в Вену для повышения квалификации. Находясь в австрийской столице, он написал лирическую оперу «Клятва» и музыку к «Водопаду» (Леопольдштадт, 1825).
По возвращении на родину Нидецкий занял уважаемое положение в Варшаве; произведения его с 1841 года исполнялись на многих концертах, и он занял должность директора Большой театр.
28 августа 1838 года Нидецкий женился на Юзефе Беньковской (умерла в 1861).
Сочинения Нидецкого относятся главным образом к области церковной музыки («Salve Regina», три мессы и др.); он написал также ещё небольшую оперу, несколько увертюр и ряд других произведений. До 1850 года он также преподавал пение в школе при Большом театре и в Варшавской реальной гимназии. Среди его учеников был Ромуальд Григорьевич Зентарский.
Томаш Наполеон Нидецкий скончался от холеры 5 июня 1852 года в родном городе и был похоронен на кладбище Старые Повонзки.